# Malouinière de la Balue
Pour les articles homonymes, voir Balue.
La malouinière de la Balue, à Saint-Servan (ancienne commune intégrée à Saint-Malo) en 1967, a été construite par Luc Magon de la Balue (1685-1750), en 1715, sur la métairie de la Blinais, apportée en dot par sa femme Hélène Porée, qui donnera son nom à leur fils Jean-Baptiste Magon de la Blinais (1715-1794), ou La Blinaye, selon un plan similaire à celui de malouinière de la Chipaudière, construite à la même époque par son grand frère François-Auguste Magon de la Lande.

## Situation
Elle est construite au numéro 31 de la rue de la Balue à Saint-Malo.

## Architecture
Elle présente la même disposition que la Chipaudière : sur la façade antérieure, un avant-corps central polygonal, couronné d’un fronton, et 2 avant-corps latéraux sur la façade postérieure ouvert sur le jardin à l'Est.
Angle en bossage et bandeaux de granite encadrant des surfaces enduites. Aucun décor ou mobilier ancien ne vient mettre en évidence le faste dans laquelle vivait cette famille.

## Historique
Après la mort de Jean Magon de la Lande en 1709, ses deux fils Luc Magon de la Balue et François-Auguste Magon de la Lande, tous les deux formés à Cadix, en Espagne, reprennent la maison de commerce familiale. Ils font partie, entre 1715 et 1720, époque de la construction des deux malouinières, de la Compagnie des Indes de Saint-Malo. À partir de 1724, Luc Magon de la Balue organise des expéditions vers les Antilles, en s'approvisionnant à Madagascar, car il juge que le risque de se voir confisquer ses cargaisons au Brésil est trop grand. En 1725, il déplore l'attentisme des négociants malouins concernant la traite négrière.
C'est en 1724 aussi que François-Auguste Magon de la Lande fit construire le vaste Hôtel Magon de la Lande dit hôtel d'Asfeld, à Saint-Malo, au 5 rue d'Asfled, 4 rue de Toulouse et 2 rue Chartres, à deux pas de l'ex-succursale de la Banque de France. Aujourd'hui classé Monument historique (intérieur et extérieur), doté de soixante pièces, dont trente avec une cheminée intérieure, et de 684 mètres carrés au sol, l'hôtel a été achetée en 2005 à un nonagénaire dans des conditions controversées car effectuée par le seul biais du notaire de l'acheteur, qui avait fait dessaisir celui du vendeur par acte d'huissier.
Datant du (XVIIIe siècle), la malouinière de la Balue abrite aujourd'hui le lycée Jacques-Cartier, au milieu d'un parc boisé. Le dernier occupant a été Me Ferragu, notaire à Saint Pierre de Plesguen, qui avait acheté la propriété en 1933. La malouinière avait été occupée par les Allemands pendant la guerre 1939-1945 et en partie incendiée à la suite d’un feu de cheminée lorsque les occupants brûlèrent leurs archives et documents et qui l’avait rendue inhabitable du fait de la destruction de la toiture. Ce dernier revendait une bonne partie des terrains à une Société Anonyme d’Habitation à Bon Marché créée en 1928 par Léonce Demalvilain puis la malouinière et le parc de 8 hectares en février 1951 à l’Etat pour y faire un lycée d’enseignement général.(sources archives familiales). En mai 1940 , un projet avait germé de transformer les lieux en école de mécanicien radio télégraphiste inclus dans les plans de restructuration de Louis Arretche pour le nouveau Lycée Jacques Cartier dont le logis est aujourd'hui consacré à l'usage administratif de l'établissement.

## Chapelle
La chapelle fut construite en 1715 en même temps que le logis. Le 17 juin 1645, Servanne Hervé veuve en premières noces de Charles Pépin, sieur de la Motte, et en secondes noces de  Geoffroy Salmon, sieur du Vau-Salmon, fonda dans cette chapelle une messe hebdomadaire. Luc Magon, sieur de la Balue, y épousa en 1711, Hélène Porée. Elle fut gravement endommagée lors des combats de la Libération en août 1944.